# Pura Fé
Pura Fé (geboren als Pura Fé Antonia ("Toni") Crescioni) is een Amerikaanse zangeres en medeoprichtster van het a capella-trio Ulali.

## Biografie
Pura Fé werd geboren in New York. Haar moeder, Nanice Lund, was een klassiek geschoolde operazangeres. Haar vader, Juan Antonio Crescioni-Collazo, was afkomstig uit Maunabo, Puerto Rico. Ze woont in Durham, North Carolina.

## Discografie
- Sacred Seed (Nueva Onda Records, 2015)
- Pura Fé Trio Live!: A Blues Night in North Carolina (Dixie Frog Records; Music Maker, 2011)
- Full Moon Rising (Dixie Frog Records, 2009)
- Hold The Rain (Dixie Frog Records, Music Maker 2007)
- Tuscarora Nation Blues (Dixie Frog Records, 2006) (Europese release van "Follow Your Hearts Desire" met twee extra songs)
- Follow Your Heart's Desire (Music Maker, 2004)
- Mahk Jchi (met Ulali) (Corn, Beans & Squash Records, 1997)
- Caution to the Wind (Shanachie Records, 1995)